# Sebastes emphaeus
Sebastes emphaeus är en fiskart som först beskrevs av Starks, 1911.  Sebastes emphaeus ingår i släktet Sebastes och familjen kungsfiskar. Inga underarter finns listade i Catalogue of Life.